# Matthew Dunstan
Matthew T. Dunstan (geboren am 15. November 1987 in Sydney, Australien) ist ein australischer Chemiker, Materialwissenschaftler und Spieleautor. Als Wissenschaftler arbeitet er im Bereich metallischer Werkstoffe und ihrer Nutzung zur Kohlenstoffdioxidbindung und zur Nutzung für Lithium-Ionen-Batterien. Neben seiner wissenschaftlichen Tätigkeit entwickelt er Brettspiele, von denen einige bei verschiedenen Verlagen erschienen sind.

## Biografie
Dunstan begann 2006 sein Studium der Chemie an der University of Sydney in Australien und ging während des Studiums im Rahmen eines Auslandssemesters 2009 an die Universität Kopenhagen in Dänemark. Er schloss sein Studium 2010 mit dem Bachelor of Science ab und erhielt die University Medal für seinen überdurchschnittlichen Abschluss. Zudem bekam er ein External Research Studentship des Trinity College, Cambridge, sowie das Poynton Scholarship der Cambridge Australia Trusts als Doktorandenstipendium zuerkannt. Er ging 2011 an die University of Cambridge (Vereinigtes Königreich) in die Arbeitsgruppe der Professorin Clare Grey und wurde dort im Jahr 2015 promoviert. 2013 erhielt er für seine Forschungsarbeiten den Dow Sustainability Innovation Challenge Award und 2014 den Science & Technology Facilities Council Futures Early Career Award. Seit 2015 arbeitet er als wissenschaftlicher Mitarbeiter an der University of Cambridge.
Matthew Dunstan entwickelt in seiner Freizeit Spiele, von denen zahlreiche bei verschiedenen Verlagen und teilweise international veröffentlicht wurden. Die frühesten Spieleveröffentlichungen stammen aus dem Jahr 2013, in dem er Relic Runners bei Days of Wonder und das gemeinsam mit Chris Marling entwickelte Empire Engine unter anderem bei Pegasus Spiele platzieren konnte. Vor allem mit Brett J. Gilbert entwickelte er mehrere Spiele. Das Spiel Elysium wurde 2015 für das Kennerspiel des Jahres nominiert.
Im Jahre 2021 gründete er mit Rory Muldoon zusammen den Verlag „Postmark Games“ der sich auf Spiele im Print-and-Play Format konzentriert. Das dort erschienene erste Spiel „Voyages“ wurde über eine Kickstarter-Kampagne finanziert.

## Wissenschaftliche Veröffentlichungen (Auswahl)
Matthew Dunstan publiziert als Wissenschaftler im Bereich der Materialwissenschaften:
- I. Konczak, D. Zabaras, M. T. Dunstan, P. Aguas: Antioxidant capacity and hydrophilic phytochemicals in commercially grown native Australian fruits. Food Chemistry 123(4), 2010; S. 1048–1054.
- M. T. Dunstan, P. D. Southon, C. J. Kepert, J. Hester, J. A. Kimpton, C. D. Ling: Phase  diagram,  chemical  stability  and  physical  properties  of  the  solid-solution Ba4Nb2-xTaxO9. Journal of Solid State Chemistry 184(10), 2011; S. 2648–2654.
- Y.-Y. Hu, Z. Liu, K.-W. Nam, O. J. Borkiewicz, J. Cheng, X. Hua, M. T. Dunstan, X. Yu, K. M. Wiaderek, L.-S Du, K. W. Chapman, P. J. Chupas, X.-Q.Yang, C. P. Grey: Origin of additional capacities in metal oxide lithium-ion battery electrodes. Nature Materials 12(12), 2013; S. 1130–1136.
- M. T. Dunstan, J. Griffin, F. Blanc, M. Leskes, C. P. Grey: Ion  dynamics  in  Li2CO3 studied by solid-state NMR and first-principles calculations. The Journal of Physical Chemistry C 119, 2015; S. 24255–24264.
- M.T. Dunstan, A. Jain, W. Liu, S.P. Ong, T. Liu, J. Lee, K.A. Persson, S.A. Scott, J.S. Dennis, C.P. Grey: Large scale computational screening and experimental discovery of novel materials for high temperature CO2capture. Energy & Environmental Science 9, 2016; S. 1346.
- M.W. Gaultois, M.T. Dunstan, A.W. Bateson, M.S.C. Chan, C.P. Grey: Screening and Characterization of Ternary Oxides for High-Temperature Carbon Capture. Chemistry of Materials 30 (8), 2018; S. 2535–2543.

## Ludographie
- 2013: Relic Runners (Days of Wonder)
- 2013: Empire Engine (mit Chris Marling, Pegasus)
- 2015: Elysium (mit Brett J. Gilbert, Space Cowboys)
- 2016: Costa Rica (mit Brett J. Gilbert, Lookout Games)
- 2017: Professor Evil and The Citadel of Time (mit Brett J. Gilbert, Funforge)
- 2017: Pyramids (mit Brett J. Gilbert, IELLO)
- 2018: Pioneer Days (Tasty Minstrel Games)
- 2018: Light & Dark (mit Trevor Benjamin, Alderac Entertainment Group)
- 2018: Diesel Demolition Derby
- 2018: Scorpius Freighter (mit David Short; Alderac Entertainment Group)
- 2018: Roll for Adventure (mit Brett J. Gilbert; Kosmos Spiele)
- 2018: Raids (mit Brett J. Gilbert; IELLO)
- 2018: City of Rome (mit Brett J. Gilbert; Abacusspiele)
- 2018: Fussball Duell (mit Brett J. Gilbert; Kosmos Spiele)
- 2018: Fairy Tile (mit Brett J. Gilbert; IELLO)
- 2020: Monumental (Funforge)
- 2020: Monumental: Lost Kingdoms (Funforge)
- 2021: Spy Connection (mit Brett J. Gilbert, Pegasus)
- 2021: Voyages (Postmark Games)
- 2021: Monumental: African Empires (Funforge)
- 2021: Nile Artefacts (mit Brett J. Gilbert, Board Game Box)
- 2021: Bubble Stories (Blue Orange Games)
- 2022: Vivid Memories (mit Brett J. Gilbert, Floodgate Games)
- 2022: The Gardens (mit Brett J. Gilbert, Grail Games)
- 2022: Dice Hospital – ER Emergency Roll (mit Brett J. Gilbert, Alley Cat Games)
- 2022: Next Station: London (Blue Orange Games)
- 2022: Die Gilde der Fahrenden Händler (mit Brett J. Gilbert, Alderac Entertainment Grupp (AEG))
- 2022: Village Rails (mit Brett J. Gilbert, Osprey Games)
- 2022: Bubble Stories Holidays (Blue Orange Games)
- 2022: My Shelfie (mit Phil Walker-Harding, Cranio Creations)
- 2023: Prey Another Day (mit Brett J. Gilbert, Pegasus)Jeffrey D. Allers
- 2023: Pioneer Rails (mit Jeffrey D. Allers, Dranda Games)
- 2023: Next Station: Tokyo (Blue Orange Games)
- 2023: Waypoints (mit Rory Muldoon, Postmark Games)
- 2023: Perspectives (mit Dave Neale, Space Cowboys)
- 2024: Next Station: Paris (Blue Orange Games)

Adventure Games, seit 2019 mit Phil Walker-Harding, Kosmos Spiele
- - Adventure Games: Das Verlies (Adventure Games: The Dungeon, 2019)
  - Adventure Games: Die Monochrome AG (Adventure Games: Monochrome Inc., 2019)
  - Adventure Games: Die Vulkaninsel (The Volcanic Island, 2019)
  - Adventure Games: Grand Hotel Abaddon (The Grand Hotel Abaddon, 2020)
  - Adventure Games: Die Akte Gloom City (The Gloom City File, 2021)
  - Adventure Games: Im Nebelreich (2021)
  - Adventure Games: Expedition Azcana (2022)
  - Adventure Games: Die drei ??? – Das Geheimnis der Statue (2023)

Echoes (Spiel), seit 2021 mit Dave Neale, Kosmos Spiele
- - Echoes: Die Tänzerin (The Dancer, 2021)
  - Echoes: Der Mikochip (The Micochip, 2021)
  - Echoes: Der Cocktail (The Cocktail, 2021)
  - Echoes: Der Ring (The Cursed Ring, 2022)
  - Echoes: Die Violine (2022)
  - Echoes: Mord auf Ex (2023)
  - Echoes: Draculas Erbe (2023)
  - Echoes: Das Orakel (2024)